# Angelique Boyer
Angélique Monique-Paulette Boyer Rousseau  (Saint-Claude, Jura, Franciaország, 1988. július 4. –) francia-mexikói színésznő, modell.

## Élete és pályafutása
1988. július 4-én született Franciaországban. Szülei Patrick Boyer és Sylvie Rousseau. 1990-ben Mexikóba költöztek.
Legelső szerepét 2004-ben kapta a Corazones al límite című telenovellában mint Anette. 2004 és 2006 között a Rebeldében játszotta Victoria "Vico" Paz Millián szerepét. 2007-ben a Muchachitas como tú című sorozatban Margarita Villaseñor-t alakította, 2008-ban az Alma de Hierro-ban Sandra "Sandy" Hierro Jiménez szerepét játszotta.
2009-ben a Vad szív című mexikói telenovellában Estrella / Jimena / Ángela Villareal szerepében tűnt fel. 2010-ben kapta meg élete első főszerepét a Teresa című telenovellában, melyben Teresa Chavez Aguirret alakította. Az alakításáért 2011-ben TVyNovelas-díjat kapott a legjobb női főszereplő kategóriában. A People en Español beválogatta az 50 legszebb nő közé.
2012-ben ismét főszerepet kapott a Bűnös vágyak című telenovellában, ebben Elisa Castañón Bouvier szerepét játszotta. 2013-ban a Szerelem zálogba című telenovellában főszerepelt, Montserrat Mendoza Giacintiként. 2016-ban az Ana három arca című telenovellában alakított főszerepet, amelyben hármasikreket játszik, Ana Lucia Hernandez-Alvarez del Castillo Rivadeneirát, Ana Leticia Alvarez del Castillo Rivadeneirát és Ana Laura Alvarez del Castillo Rivadeneirát.
2018-ban újabb főszerepet kapott az Amar a muertében, Lucía Borgest alakítva.

## Filmográfia

### Filmek
- J-ok'el: Chica Francesca (2007)

### Telenovellák
| Év        | Eredeti cím                         | Magyar cím        | Szerep | Magyar hang  |
| --------- | ----------------------------------- | ----------------- | --- | ------------ |
| 2001      | María Belén                         |                   | Önmaga a Rabanitos Verdes együttes tagjaként |              |
| 2004      | Corazones al límite                 |                   | Anette Elizalde |              |
| 2004–2005 | Rebelde                             |                   | Victoria "Vico" Paz Millián |              |
| 2007      | Objetos perdidos                    |                   | Miss Fitzgerald |              |
| 2007      | Muchachitas como tú                 |                   | Margarita Villaseñor |              |
| 2009      | Mujeres asesinas                    |                   | Soledad |              |
| 2008–2009 | Alma de hierro                      |                   | Sandra "Sandy" Hierro Jiménez |              |
| 2009–2010 | Corazón salvaje                     | Vad szív          | Ángela Villareal / Jimena / Estrella | Molnár Ilona |
| 2010–2011 | Teresa                              | Teresa            | Teresa Chávez Aguirre de de la Barerra | Zakariás Éva |
| 2012      | Abismo de Pasión                    | Bűnös vágyak      | Elisa Castañón Bouvier de Arango | Zakariás Éva |
| 2013–2014 | Lo que la vida me robó              | Szerelem zálogba  | Montserrat "Montse" Mendoza Giacinti de Almonte / de Álvarez                                                                                                | Zakariás Éva |
| 2016      | Tres veces Ana                      | Ana három arca    | Ana Lucía Hernández–Álvarez del Castillo Rivadeneira/ Ana Leticia Álvarez del Castillo Rivadeneira de Salvaterra/ Ana Laura Álvarez del Castillo de Fuentes | Zakariás Éva |
| 2018–2019 | Amar a muerte                       |                   | Lucía Borges Duarte |              |
| 2020–2021 | Imperio de mentiras                 |                   | Elisa Cantú Robles |              |
| 2021      | Vencer el pasado                    | A múlt börtönében | Renata Sánchez Vidal | Zakariás Éva |
| 2023      | El amor invencible                  | Leona bosszúja    | Marena Ramos / Leona Bravo | Zakariás Éva |
| 2024-2025 | El extraño Retorno de Diana Salazar |                   | Diana Salazar / Leonor de Santiago |              |

## Díjak és jelölések
TVyNovelas-díj
| Év   | Cím              | Kategória                     | Eredmény |
| ---- | ---------------- | ----------------------------- | -------- |
| 2010 | Vad szív         | Legjobb fiatal női főszereplő | Jelölve  |
| 2011 | Teresa           | Legjobb női főszereplő        | Elnyerte |
| 2013 | Bűnös vágyak     | Legjobb női főszereplő        | Jelölve  |
| 2015 | Szerelem zálogba | Legjobb női főszereplő        | Jelölve  |
| 2017 | Ana három arca   | Legjobb női főszereplő        | Elnyerte |
| 2019 | Amar a muerte    | Legjobb női főszereplő        | Elnyerte |

People en Español-díj
| Év   | Cím              | Kategória                          | Eredmény |
| ---- | ---------------- | ---------------------------------- | -------- |
| 2010 | Vad szív         | Legjobb fiatal női főszereplő      | Jelölve  |
| 2011 | Teresa           | Legjobb színésznő                  | Jelölve  |
| 2011 | Teresa           | Legjobb páros (Aarón Díazzal)      | Jelölve  |
| 2011 | Teresa           | Legjobb páros (Sebastián Rullival) | Jelölve  |
| 2012 | Bűnös vágyak     | Legjobb színésznő                  | Jelölve  |
| 2012 | Bűnös vágyak     | Legjobb páros (David Zepedával)    | Jelölve  |
| 2014 | Szerelem zálogba | Legjobb színésznő                  | Jelölve  |
| 2014 | Szerelem zálogba | Legjobb páros (Sebastián Rullival) | Elnyerte |

Kids' Choice Awards Mexico
| Év   | Cím          | Kategória                         | Eredmény |
| ---- | ------------ | --------------------------------- | -------- |
| 2011 | Teresa       | Kedvenc női karakter a sorozatban | Jelölve  |
| 2011 | Teresa       | Kedvenc gazember                  | Jelölve  |
| 2012 | Bűnös vágyak | Kedvenc színésznő                 | Jelölve  |

Premios Juventud
| Év   | Cím              | Kategória                                           | Eredmény |
| ---- | ---------------- | --------------------------------------------------- | -------- |
| 2011 | Teresa           | Álmaim asszonya                                     | Jelölve  |
| 2011 | Teresa           | Legjobb páros (Aarón Díazzal és Sebastián Rullival) | Elnyerte |
| 2012 | Bűnös vágyak     | Álmaim asszonya                                     | Jelölve  |
| 2014 | Szerelem zálogba | Álmaim asszonya                                     | Elnyerte |

ACE-díj
| Év   | Cím    | Kategória              | Eredmény |
| ---- | ------ | ---------------------- | -------- |
| 2012 | Teresa | Legjobb női főszereplő | Elnyerte |

Bravo Award
| Év   | Cím    | Kategória              | Eredmény |
| ---- | ------ | ---------------------- | -------- |
| 2011 | Teresa | Legjobb női főszereplő | Elnyerte |

Premios Novela de Oro
| Év   | Cím    | Kategória                                           | Eredmény |
| ---- | ------ | --------------------------------------------------- | -------- |
| 2011 | Teresa | Legjobb színésznő                                   | Elnyerte |
| 2011 | Teresa | Legjobb páros (Aarón Díazzal és Sebastián Rullival) | Elnyerte |